# الخط الزمني للصراع الفلسطيني الإسرائيلي (2017)
|  |

فيما يلي جدول زمني للأحداث خلال الصراع الإسرائيلي الفلسطيني في عام 2017.

## يناير

### 1 يناير
- أصيب شاب فلسطيني من بلدة حزما برصاصة مطاطية في رأسه خلال مواجهات مع قوات الاحتلال الإسرائيلي في القرية.[1]

### 2 يناير
- هدمت الجرافات الإسرائيلية 11 مبنى سكنيا في تجمع خان الأحمر البدوي بالضفة الغربية، مما أدى إلى تشريد 87 فلسطينيا، معظمهم من النساء والأطفال.[2] وأدانت الأمم المتحدة عملية الهدم، مشيرة إلى أن منازل 140 شخصًا في القرية بأكملها معرضة للتهديد، بعد معركة قانونية طويلة بين الحكومة الإسرائيلية والقرويين لتنفيذ أمر هدم سابق للقرية، والذي وصل في السابق إلى المحكمة العليا في إسرائيل.[3]

### 3 يناير
- هجوم إطلاق نار إرهابي في وسط مدينة حيفا. أقدم عربي إسرائيلي من سكان حي الحليصة على قتل رجل يهودي وإصابة آخر بجروح.[4]
- هدمت قوات الاحتلال الإسرائيلي نحو 15 مبنى وحظائر ومنازل ومدرسة القرية في خربة طانا قرب بيت فوريك في غور الأردن.[5]
- وبحسب التقارير الإسرائيلية الأولية، أصيب فلسطينيان على متن دراجة نارية بجروح خطيرة، وآخر بجروح طفيفة، على حاجز طيار إسرائيلي بين جنين وحاجز الجلمة في محاولة دهس، أصيب فيها اثنان من أفراد شرطة حرس الحدود الإسرائيليين أيضاً. وكان على متن دراجتين ناريتين فلسطينيتين. وقد تم تعديل التقرير الأولي لاحقًا لتعريف الحادث باعتباره حادثًا.[6] وذكرت وسائل إعلام فلسطينية لاحقا أن الشاب شريف خنفر كان على ما يبدو يركب دراجة نارية من نوع فيسبا مع ثلاثة من أصدقائه عندما تم اعتقالهم بتهمة محاولة دهس جنود إسرائيليين، وأنهم أصيبوا عندما صدمتهم سيارة جيب إسرائيلية. احتاج خنفر لاحقًا إلى إجراء عملية جراحية أدت إلى بتر ساقه أسفل الركبة. ووفقاً لمحامي الصبي، فإن العديد من الظروف المتعلقة بالحدث لا تزال غير واضحة.[7]

### 4 يناير
- هدم منزلين فلسطينيين يمتدان على مساحة 500 متر مربع. متر، بنيا قبل 15 سنة، بحجّة البناء بدون ترخيص إسرائيلي، يملكهما المواطن عدنان شويكي في شعفاط بالقدس الشرقية. هدم المنزلان باستخدام جرافات الاحتلال، ليصبح 18 شخصًا، من بينهم 10 أطفال، دون مسكن.[8]
- هدمت قوات الاحتلال الإسرائيلي، يوم الأربعاء، منزلين لمواطنين فلسطينيين في حي بيت حنينا بمدينة القدس الشرقية. وقال مالك أحد المنازل المهدمة، عامر عبيدو، إن عائلته عاشت في المنزل لمدة 16 عامًا. سنوات وأن كل الجهود المبذولة للحصول على تصريح إسرائيلي قد باءت بالفشل.[9]

### 5 يناير
- محاولة تنفيذ عملية إرهابية في بئر السبع: حاول رجل بدوي انتزاع سلاح أحد رجال الأمن وضربه. تم القبض على المشتبه به.[10]
- وأفادت مصادر فلسطينية أن قوات البحرية الإسرائيلية أغرقت قارب الصياد محمد الهسي (33 عاماً) من غزة، وفقد أثره قبالة سواحل بيت لاهيا. وذكرت مصادر إسرائيلية أن قواتها كانت ترافق قوارب انحرفت عن منطقة الصيد المحددة عندما اصطدمت سفينة إسرائيلية بواحدة منها، مما أدى إلى غرقها.[11] تم إعلان وفاته بعد فشل جهود البحث في انتشال جثته في 7 يناير.[12]
- وقالت وزارة الصحة الفلسطينية إن سيارة كان يستقلها نائب وزير الصحة أسعد الرملاوي تعرضت لإطلاق نار إسرائيلي أثناء مرورها في الرام. وذكرت مصادر إسرائيلية أنه لم تكن هناك قوات إسرائيلية موجودة، وأشارت إلى أن الأضرار كانت بسبب راشقي الحجارة المحليين.[13]

### 6 يناير
- أصيب فلسطيني بجروح خطيرة أثناء سيره على الطريق بالقرب من مستوطنة "أريئيل" عندما صدمته سيارة إسرائيلية. هوية السائق غير معروفة.[14]

### 8 يناير
- قام فادي أحمد حمدان القنبر (28 عاماً) من سكان جبل المكبر في ضاحية القدس الشرقية، بدهس مجموعة من جنود الاحتلال في مستوطنة أرمون هنتسيف بشاحنته، ما أدى إلى مقتل 4 جنود وإصابة 13 آخرين، 3 منهم في حالة خطيرة. تم إطلاق النار على السائق أثناء الرجوع إلى الخلف مما أدى إلى إصابة عدد من الأشخاص. وكانت القتلى هم يائيل يكوتيئيل (20 عاما) من جفعاتايم، وشير حجاج (22 عاما) من مستوطنة معاليه أدوميم الإسرائيلية، وشيرا تسور (22 عاما) من حيفا، وإيريز أورباخ (20 عاما) من مستوطنة ألون شفوت. وأعلنت جماعة فلسطينية مجهولة تدعى "مجموعة الشهيد بهاء عليان" مسؤوليتها عن الهجوم، مشيرة إلى دوافع سياسية.[15] وذكرت التقارير الإسرائيلية أن والدته و12 من أقاربه الآخرين سيتم تجريدهم من حقوق الإقامة، وسيتم هدم منزلهم.[16] وبحسب مكتب تنسيق الشؤون الإنسانية، قامت إسرائيل في أعقاب الهجوم بهدم أربعة مبانٍ في منطقة جبل المكبر في القدس الشرقية، وأصدرت إخطارات تحذيرية لأقارب الجاني بشأن عشرات المنازل التي تفتقر إلى التصاريح الإسرائيلية.[17]

### 1–23 يناير نظرة عامة
خلال هذه الفترة، قُتل 3 فلسطينيين بالرصاص وجُرح 26 فلسطينياً، من بينهم 12 طفلاً، خلال مواجهات في مختلف أنحاء الضفة الغربية. 10 جرحى خلال مواجهات اندلعت احتجاجا على هدم منزل في الرام. تم هدم 44 مبنى فلسطينيا في المنطقة (ج) والقدس الشرقية بسبب عدم حصولها على تصاريح بناء إسرائيلية، مما أدى إلى ترك 17 فلسطينيا بلا مأوى. وفي منطقة أريحا (الجفتلك – أبو العجاج) ونابلس (تل الخشبة)، تم هدم 19 مبنى، 15 منها بنيت بتمويل إنساني. وأدى تدمير أحد الطرق في قرية البويب بالقرب من الخليل إلى التأثير على سبل عيش ما يقدر بنحو 3000 فلسطيني. في أعقاب هجوم دهس في 8 كانون الثاني/يناير، تم هدم 11 مبنى في المنطقة التي جاء منها في جبل المكبر، القدس الشرقية. وتأثر 45 شخصا بعملية الهدم. كما صدرت إخطارات هدم بحق 80 مبنى آخر يضم 240 عائلة على نفس الأسباب في هذه الضاحية. 199 عملية تفتيش واعتقال نفذتها قوات الاحتلال أدت إلى اعتقال 288 فلسطينياً. مستوطنون يعتدون على 56 شجرة فلسطينية خلال اقتحامهم لبستانين فلسطينيين في بيت ليد وترمسعيا. كما اعتدوا بالضرب على مواطن فلسطيني أثناء عمله في أرضه بمنطقة برقة في نابلس. أطلقت القوات الإسرائيلية النار على الفلسطينيين في غزة وعلى ساحل غزة في 38 مناسبة على الأقل بزعم انتهاكهم للمناطق المحظورة التي تفرضها إسرائيل، مما أدى إلى إصابة 5 أشخاص، 3 منهم صيادون وفتاة تبلغ من العمر 10 سنوات. في ست مناسبات، حاول 11 فلسطينياً دخول إسرائيل أو الإبحار خارج المنطقة المحظورة. تضررت عدة مركبات إسرائيلية نتيجة 17 حادثة رشق بالحجارة والزجاجات الحارقة من قبل الفلسطينيين. كما تسببت الحجارة التي ألقيت على قطار قطار القدس الخفيف الذي يمر عبر منطقة شعفاط الفلسطينية في بعض الأضرار.

### 10 يناير
- قوات الاحتلال تقتل فلسطينيين اثنين برصاص الاحتلال قتلت قوات الاحتلال فجر اليوم الخميس، بائع الذرة محمد الصالحي (32 عاماً)، برصاص الاحتلال خلال مداهمة نفذتها فجر اليوم لمخيم الفارعة للاجئين في محافظة طوباس بالضفة الغربية. وبحسب والدته، فإن الحادثة وقعت عندما احتج بصوت عالٍ على اقتحام منزلهم. تم إطلاق النار عليه من 6 إلى 11 رصاصة. وذكرت التقارير الإسرائيلية أنه تم إطلاق النار عليه خارج منزله في الفناء عندما تقدم نحو القوات وهو يحمل سكينا في يده. وفي تقرير المتابعة، ذكر جدعون ليفي أن الدم كان مرئياً على الأرض داخل المنزل، ووفقاً لوالدة صالحي، وهي أرملة، فقد استيقظوا على أصوات اعتقد الابن أنها أصوات لصوص. وحدثت مشادة كلامية، وصاح الابن قائلا "الله أكبر"، فأطلق عليه النار عدة مرات. وأضافت أن السكين التي ظهرت في الصورة الإسرائيلية هي سكين لم يكن المنزل مجهزا بها. وبحسب ما ورد تم مداهمة منزلهم من أجل تأمين الوصول إلى أحد الجيران في منزل قريب واعتقاله[19][20]
- الحادث الثاني وقع عندما أطلق جنود الاحتلال النار على فتى يبلغ من العمر 17 عاما خلال مواجهات في قرية تقوع (بيت لحم). وتم إلقاء الحجارة وزجاجات المولوتوف خلال الاشتباكات.[18]
- دمرت قوات الاحتلال الإسرائيلي، اليوم الثلاثاء، جزءا من خط مياه بطول 11 كيلومترا يخدم 4 تجمعات بدوية في قطاع شمال الأغوار بالضفة الغربية. والقرى المتضررة هي الراس الأحمر، الحديدية، خربة مكحول، وخربة حمصة. تم بناء البنية التحتية قبل أربع سنوات بتمويل من منظمة العمل ضد الجوع غير الحكومية.[21]

### 12 يناير
- قامت قوات الاحتلال الإسرائيلي بهدم 8 مبانٍ فلسطينية، بما في ذلك شركات، تمتد على مساحة 1.2 فدان في جبل المكبر، وذلك لعدم وجود تصاريح إسرائيلية.[22]
- رشق فلسطينيون في العيسوية، قوة من شرطة الاحتلال وحرس الحدود، كانت تساعد مركبات مدنية، بالحجارة، بعد تعرضها لحادث سير. لم يصب أحد بأذى.[23]
- ألقى فلسطينيون زجاجة حارقة على سياج مستوطنة بيت إيل الإسرائيلية. طارد جنود إسرائيليون مركبتهم وأفقدوهم. تم القبض على أربعة من المشتبه بهم في 30 يناير.[24]

### 13 يناير
- أصيب فلسطينيان هما عبد الخالق برنات وأشرف أبو رحمة بجروح خلال مواجهات مع قوات الاحتلال الإسرائيلي في مسيرة بلعين الأسبوعية قرب رام الله بالضفة الغربية، وتم علاجهما في مكان الحادث من قبل طواقم طبية فلسطينية بعد إصابتهما بجرح مجهول الهوية.[25]

### 14 يناير
- وبحسب مصادر فلسطينية، أصيب شاب من غزة برصاص قوات الاحتلال الإسرائيلي أثناء قيامه بجمع الحطب بالقرب من الحاجز الحدودي خارج بيت لاهيا.[26]

### 15 يناير
- تعرض منزل محمد محيسن في الطابق الأرضي، والذي يقع أسفل خمسة طوابق من الشقق التي استولى عليها المستوطنون الإسرائيليون في سلوان عام 2014، لمداهمة من قبل المستوطنين، ووردت أنباء عن تعرضه لأضرار.[27]
- اعتقلت قوات حرس الحدود الإسرائيلية، أربعة مستوطنين ملثمين من بؤرة "جيولات تسيون"، بعد أن شاهدتهم يلوحون بالهراوات ويلقون الحجارة على فلسطينيين يعملون في الزراعة في محيط قرية ترمسعيا. تم توجيه لائحة اتهام ضد الأربعة بتهمة "الاعتداء بدوافع عنصرية بقصد الإيذاء" في 23 يناير.[28]

### 16 يناير
- وفي إطار خطة لربط المستوطنات الإسرائيلية بطريق جديد، بدأت القوات الإسرائيلية باقتلاع مئات أشجار الزيتون من ما يوصف بأنها أراضٍ فلسطينية خاصة في قرى عزبة الطبيب والنبي إلياس وعزون في محافظة قلقيلية بالضفة الغربية.[29]
- استشهد الشاب قصي حسن العمور (17 عاماً)، برصاص الاحتلال، خلال مواجهات في بلدة تقوع قرب بيت لحم. وذكرت التقارير الإسرائيلية أنه كان المحرض الرئيسي، من بين 200 من مثيري الشغب، على إلقاء الحجارة.[30] وأظهر مقطع فيديو جنود الاحتلال وهم يسحبون الشاب الجريح مسافة 100 متر دون نقالة، وجسده فاقد الوعي يضرب الأرض عدة مرات. وتقول مصادر إسرائيلية إنهم اضطروا إلى انتشال الشاب الجريح بهذه الطريقة بسبب إلقاء الحجارة.[31] وفي تحليل لاحق، ذكرت منظمة بتسيلم الإسرائيلية غير الحكومية المعنية بحقوق الإنسان أن الحادث وقع بعد أن هدأت الاشتباكات، التي شارك فيها أخيراً نحو 10 شبان متبقين من أصل 80–100 شبان، ووفقاً لشاهد عيان كان يصور في ذلك الوقت، أطلق قناص بعد ذلك 4 رصاصات على شبان في بستان زيتون فأصاب الشاب الذي كان جالساً. ويظهر في مقطع فيديو يوثق الحادثة أحد الجنود وهو يطلق النار على ساقي شقيقة الشاب المصاب هيام العمور عندما حاولت الوصول إليه، كما يطلق النار على ساق شاب آخر حاول مساعدتها. ويخلصون إلى أن تقرير جيش الاحتلال الإسرائيلي لا أساس له من الصحة في الواقع.[32]
- صادرت سلطات الاحتلال الإسرائيلي جرارين زراعيين مملوكين للمواطنين نمر موسى الحروب وميثقال فايز نغنغية من بلدة ابزيغ. وقد اعتبرت الجرارات تهديدًا لحياة الإنسان وتم الحصول عليها دون الحصول على تصاريح إسرائيلية.[33]
- صادرت قوات الاحتلال شاحنة تعود للمواطن حسين إبراهيم مساعيد خارج بلدة ابزيق قرب قرية العقبة.[33]

### 17 يناير
- استشهد الشاب نضال داوود مهداوي (44 عاماً) حامل إقامة إسرائيلية، برصاص قوات الاحتلال على معبر قرب طولكرم، بعد أن اقترب منهم وبحوزته سكين. وأفادت إسرائيل أن المهداوي كان يرشق أفراد الجيش بالحجارة في وقت سابق.[18][34][35]
- أفادت التقارير أن الطفلة ليان عايد الرازم (4 سنوات) تعرضت للدهس من قبل سيارة مستوطن أثناء عبورها أحد الشوارع في جنوب الخليل،[36]
- هدمت قوات الاحتلال الإسرائيلي منزل المواطن أحمد محمد حمدان بني فضل ومنشأة زراعية في خربة التاو في الأغوار قرب نابلس.[37]
- أصيب الصياد خالد أبو ريالة من قطاع غزة، برصاص الاحتلال الإسرائيلي المغلف بالمطاط بعدة رصاصات. وقعت الحادثة قبالة سواحل منطقة الواحة شمال قطاع غزة. تمت مصادرة عدة قوارب. وتقول مصادر إسرائيلية إن القوارب انحرفت عن منطقة الصيد المخصصة لها والتي حددتها إسرائيل قبالة سواحل غزة.[38]
- اضطر فراس محمود إلى هدم منزله بنفسه لتجنب دفع غرامة إسرائيلية تغطي تكاليف هدم منزله في المستقبل (78،518 دولارا أمريكيا). وكان المنزل قد تم بناؤه مؤخرًا لعائلته المكونة من خمسة أفراد، دون تصريح إسرائيلي، في منطقة حبايل العرب في العيسوية.[39]

### 18 يناير
- أقدم مستوطنون، في عملية "دفع الثمن"، على إتلاف 12 شجرة زيتون في بلدة ترمسعيا قرب رام الله. وتحدثت الكتابات على الصخور القريبة عن "الانتقام".[40]
- قُتل يعقوب أبو القيعان[الإنجليزية] (47 عاماً) برصاص الشرطة الإسرائيلية أثناء هدم منازل في قريته أم الحيران جنوب إسرائيل. وانحرفت السيارة التي كان يقودها بعد ذلك إلى أسفل تلة شديدة الانحدار، مما أسفر عن مقتل الرقيب في الشرطة الإسرائيلية إيرز ليفي وإصابة ضابط آخر. أطلق السياسيون الإسرائيليون ومسؤولو الشرطة على أبو القيعان لقب الإرهابي، لكن تمت تبرئة اسمه في النهاية بعد ثلاث سنوات.[41][42]

### 20 يناير
- هجوم إطلاق نار تجريبي: تعرف جندي على إرهابي وصل سيرًا على الأقدام وأطلق النار على تقاطع طرق. ولم يسفر الحادث عن وقوع إصابات، ووصلت قوات عسكرية إلى مكان الحادث وبدأت البحث عن المهاجم.
- أفادت مصادر فلسطينية بإصابة طفلة تبلغ من العمر ست سنوات في غزة برصاصة إسرائيلية في البطن قرب بيت لاهيا في قطاع غزة. وتقول المصادر الإسرائيلية أنهم يقومون بالتحقيق.[43]
- أصيب الصياد عبد هشام السلطان، من سكان قطاع غزة، برصاصة مطاطية في ظهره، أثناء محاولته اللحاق بقارب صيد قبالة شاطئ بحر القطاع. وتقول المصادر الإسرائيلية إنهم يقومون بالتحقيق.[44]
- أصيب الطفل عوض منصور (12 عاماً) برصاصة مطاطية في يده برصاصة الاحتلال خلال مواجهات في كفر قدوم. وتقول مصادر إسرائيلية إنهم يبحثون في الأمر.[45]
- دخل أربعة مستوطنين إسرائيليين، بينهم ثلاثة جنود خارج الخدمة، لسبب غير معروف إلى قرية قصرة الفلسطينية، وتم إنقاذهم وإخلائهم من قبل رئيس بلدية القرية بعد أن حاصرتهم مجموعة من السكان المحليين ورشقوهم بالحجارة. وتم تسليمهم للجيش الإسرائيلي. وقال سكان القرية إنهم يشتبهون في أن المستوطنين دخلوا خصيصا لإثارة المواجهات، بحسب منظمة حاخامات من أجل حقوق الإنسان.[46]
- رشق فلسطينيون من سكان مخيم شعفاط في القدس الشرقية، بالحجارة قطار القدس الخفيف، وألحقوا أضرارا بباب القطار. لم يصب أحد بأذى.[47]
- طاردت قوات الاحتلال الإسرائيلي، وعاملت بخشونة أو ضربت نساء من عائلة جرادات، كن يراقبن المواجهات بين قوات الاحتلال والأهالي في سعير. وتعرضت المواطنة بوها بدوي (20 عاماً) للضرب على رأسها. تم تصوير جزء من الحادثة بالفيديو.[48]

### 23 يناير
- أصيب جندي إسرائيلي بجروح طفيفة جراء انفجار قنبلة أنبوبية زرعت في إطار محترق في قرية المغير الفلسطينية. وأفاد الجيش أن قواته أرسلت إلى القرية بعد ورود تقارير عن إشعال إطارات مشتعلة. وبينما كان الجنود يتفقدون مكان الحادث، قام أحد الجنود بفحص إطار مشتعل، ثم انفجر الإطار وأصابه بجروح طفيفة.[49]

### 24 يناير
- طردت قوات الاحتلال عشرات المواطنين من منازلهم في خربة القرزلية شرق بلدة عقربا في الأغوار الشمالية. وكان السبب المذكور هو السماح بإجراء التدريبات العسكرية.[51]
- قامت طائرات الاحتلال الإسرائيلي برش مبيدات أعشاب على الجانب الفلسطيني من السياج الحدودي بين إسرائيل وقطاع غزة. وكان السبب المذكور هو تحسين الرؤية الإسرائيلية في المنطقة. وذكرت مصادر فلسطينية أن التأثير تمثل في إتلاف المحاصيل أو المساحات المخصصة لزراعة السبانخ والفول والشعير والقمح المزروعة بعيداً عن المنطقة العازلة. وتم فحص الشكوى وفقًا لمصادر إسرائيلية.[52]

### 25 يناير
- ألقى فلسطينيون زجاجة حارقة على سياج مستوطنة "مجدال عوز" الإسرائيلية، ما أدى إلى اندلاع حريق. لم يصب أحد بأذى.[53]
- ذكرت التقارير أن حسين سالم أبو غوش (24 عاما) من مخيم قلنديا للاجئين حاول دهس مجموعة من الإسرائيليين بسيارته عند موقف حافلات المسافرين مساء الأربعاء بالقرب من محطة وقود في كوخاف يعقوب في الضفة الغربية. تم إطلاق النار عليه وقتله على يد الأشخاص المتواجدين في مكان الحادث. وبتفتيش السيارة تم العثور على سكين بحوزة السائق.[54]
- وبحسب ما ورد أطلق عمر نذير إبراهيم البرغوثي (26) النار على مركبة عسكرية إسرائيلية بالقرب من قرية عابود في الضفة الغربية، ورد الجنود بإطلاق النار عليه.[54][55][56]

### 26 يناير
- أصيب جندي إسرائيلي بجروح طفيفة في قدمه خلال مواجهات اندلعت عندما داهمت قوات الاحتلال مخيم جنين للاجئين لاعتقال شخصين يشتبه بانتمائهما لحركة حماس، فيما ألقى فلسطينيون زجاجات حارقة وقنابل أنبوبية. ولم يعرف الجانب الذي تسبب في إصابة الجندي.[57][58][59]
- وأصابت سيارة، لم يتم الكشف عن جنسية سائقها، جندياً إسرائيلياً بجروح طفيفة عندما مرت السيارة عبر حاجز بيتونيا دون توقف.[60]
- اقتلعت جرافات الاحتلال الإسرائيلي 500 شجرة زيتون عمرها 14 عاما، مزروعة على مساحة ستة دونمات من الأراضي الزراعية الفلسطينية خارج قرية خاراس. وقد مثلوا المصدر الوحيد للدخل لعائلتي محمد وفيصل موسى الحروب.[61]

### 27 يناير
- أطلق فلسطيني النار على مركبة قرب مستوطنة نيلي الإسرائيلية. تضررت السيارة ولم يصب أحد بأذى.[58][62]
- أصيب 3 فلسطينيين برصاص الاحتلال الإسرائيلي، خلال اقتحامه مخيم جنين للاجئين، مساء اليوم. وكان من بين المصابين محمد لمياء ضبيعة الذي أصيب برصاصة في ساقه، وإسحاق رفيق أبو شهلة، ومالك محمد عامر وكلاهما أصيبا في الصدر.[63]

### 29 يناير
استشهد الشاب محمد محمود أبو خليفة (19 عاماً) من جنين، برصاصة حية في أسفل الظهر، في مخيم جنين. وأصيب 5 فلسطينيين آخرين. وتقول مصادر إسرائيلية إن قنابل أنبوبية ألقيت عليهم أثناء المداهمة، وإن الجنود "واجهوا خطرا مباشرا"، وتم استهداف المحرضين وإصابتهم. ولم تقع إصابات في صفوف الإسرائيليين. تم اعتقال خمسة أفراد من عائلة خليفة في غارة قبل أيام قليلة، للاشتباه في كونهم أعضاء في حماس.

### 30 يناير
- وأفادت الأنباء بأن الشاب يحيى عمر علي سرحان (19 عاماً) أصيب برصاصة في ركبته برصاص قوات الاحتلال المتمركزة في بستان زيتون قرب طولكرم. وبحسب سرحان فإن الحادثة وقعت أثناء توجهه نحو حاجز جبارة حيث اعتاد بيع الولاعات، فيما قالت مصادر إسرائيلية إنها تحقق في الأمر.[67]
- أصيب المواطن ناهد قبها، ولحقت أضرار مادية بحافلته، بعد أن رشق مستوطنون الحجارة عليها قرب قرية الساوية بين رام الله ونابلس. أصيب قبها بجروح استدعت نقله إلى المستشفى. ويقال أن 10 مركبات تضررت في المجموع.[68]

## فبراير

### 2 فبراير
- صدمت امرأة فلسطينية من العيسوية مركبتها بدورية شرطة قرب بوابة مستوطنة آدم الإسرائيلية، ما أدى إلى إصابة شرطيين وحارس أمن بجروح طفيفة. وتم إطلاق النار عليها من قبل القوات المتواجدة في المكان، وتم نقلها إلى المستشفى تحت الاعتقال. وقالت الشرطة إن الدافع يبدو في الاستجواب الأولي أنه "شخصي".[69]

### 4 فبراير
- أصيب شاب فلسطيني برصاص الاحتلال الإسرائيلي في ساقيه، بعد أن قام بإلقاء الحجارة على موقع عسكري قرب بيت فوريك. تم إخلاؤه من قبل الهلال الأحمر الفلسطيني.[70]

### 6 فبراير
- سقط صاروخ من غزة في حقل جنوب إسرائيل، وردّت إسرائيل بقصف مدفعي وجوي مشترك استهدف مواقع في قطاع غزة. وأُفيد عن إصابة صياد من غزة بشظايا طفيفة.[71][72]
- وفي وقت لاحق، أطلقت إسرائيل مساء اليوم 8 صواريخ على عدة مواقع داخل قطاع غزة، ما أدى إلى إصابة فلسطينيين اثنين في خان يونس.[73]

### 7 فبراير
- تم هدم مبنى فلسطيني قيد الإنشاء في بيت حنينا.[74]
- تم هدم حظيرة أغنام ومنشآت أخرى يملكها المواطن بسام علي رضوان فقها في كردلة شمال شرق الضفة الغربية، بحجة أنها أقيمت في منطقة أعلنتها إسرائيل منطقة عسكرية.[75]
- تم هدم مبنى آخر بالقرب من كردلة، في خربة رأس الأحمر، بحجة أنه قريب جدًا من منطقة عسكرية إسرائيلية.[75]

### 8 فبراير
- هدمت جرافات الاحتلال الإسرائيلي مبنى فلسطينيا في منطقة تل الفول ببيت حنينا.[76]
- تم الاستيلاء على منزل المواطن تيسير أحمد الشاعر المكون من خمسة طوابق في بلدة تقوع قرب بيت لحم، وتحويله إلى ثكنة عسكرية. وقالت مصادر إسرائيلية إن الجيش يحقق في التقرير[77]
- أغلقت قوات الاحتلال الإسرائيلي منزل المواطن عزت ياسين أبو منشار الكائن في شارع الشهداء، ومنعته من الوصول إليه. وكانت محاولات إصلاح المبنى قد تعرقلت قبل عامين على يد المستوطنين الإسرائيليين، وقالت مصادر فلسطينية إنها تخشى أن تكون هذه الخطوة مقدمة لاستيلاء المستوطنين على المبنى.[78]
- أفادت الأنباء بتعرض المواطن سليمان حمد صلاح (85 عاماً) من قرية الخضر للدهس من مستوطن إسرائيلي على طريق رقم 60، الطريق الالتفافي الإسرائيلي في الضفة الغربية، ما أدى إلى وفاته بعد ذلك بوقت قصير. وقال متحدث باسم الجيش إن التقارير المتعلقة بالحادث قيد الفحص.[79]

### 9 فبراير
- وأفادت مصادر فلسطينية أن حسام حامد الصوفي (24 عاماً) من رفح، ومحمد أنور الأقرع (38 عاماً) من مدينة غزة استشهدا إثر قصف جوي إسرائيلي نفق تهريب بين رفح ومصر. وأصيب 5 آخرون. ونفى متحدث إسرائيلي هذا الأمر. وقالت مصادر إسرائيلية إن الهجوم المزعوم على النفق وقع بعد إطلاق أربعة صواريخ من منطقة سيناء المصرية باتجاه إيلات في إسرائيل.[80]
- أطلق صادق ناصر (19 عامًا) من بيتا قرب نابلس النار على 6 إسرائيليين في سوق بيتاح تكفا داخل إسرائيل وأصابهم بجروح.[81] وتعرض فلسطيني إسرائيلي يدعى معيد عمار من كفر قاسم للضرب على يد المارة بسبب صراخه تحذيراً بالاحتماء باللغة العربية عندما اندلع إطلاق النار، ويشتبه في تواطؤه في الهجوم.[82]

### 10 فبراير
- تم اقتحام غرفة وساحة تابعة لمنزل المواطن عارف القراين في سلوان واحتلالها من قبل المستوطنين الإسرائيليين.[83]

### 15 فبراير
- هدمت قوات الاحتلال الإسرائيلي منزلين وغرفة في منزل ثالث، ما أدى إلى تشريد ثمانية فلسطينيين. تعود المنازل لعائلة عبد العزيز من بلدة حزما.[84]

### 16 فبراير
- أصيب المواطن رأفت محمد شحدة أبو عرار مسالمة (36 عاماً) من دير سامت، بجراح مختلفة، إثر تعرضه لحادث دهس من قبل مركبة يقودها مستوطن، خارج بلدة بيت أمر، حسبما أفادت التقارير. وقال المستوطن الذي تم اعتقاله لاحقًا إن ما حدث كان حادثًا.[85]

### 21 فبراير
- أفادت عائلة الصياد الغزي محمد عمران صبري بكر، بإصابة خطيرة برصاصة في الظهر، بعد اعتقاله مع أربعة صيادين آخرين قبالة شاطئ السودانية في قطاع غزة.[86]

### 22 فبراير
- هُدم منزل لؤي أبو رموز في بيت حنينا بالجرافات. بُني المنزل قبل سبع سنوات، وأفاد مالكه بأنه دفع غرامات قدرها 21 ألف دولار خلال تلك الفترة في محاولة للحصول على ترخيص. أصبح هو وزوجته وأطفاله الخمسة بلا مأوى.[87]

### 23 فبراير
- أصيب جندي إسرائيلي، اليوم الثلاثاء، بانفجار عبوة ناسفة، خلال اقتحام ليلي لمخيم بلاطة للاجئين في نابلس. كما أصيب فلسطينيان بجروح عندما اندلعت احتجاجات تضمنت إلقاء الحجارة وقنابل المولوتوف عندما تم اصطحاب 1200 من المصلين اليهود إلى قبر يوسف.[88]

### 24 فبراير
- أصيب شاب فلسطيني يبلغ من العمر 16 عاماً من غزة برصاص حرس الحدود الإسرائيلي في ساقه، ما أدى إلى إصابته بجروح متوسطة شرق مخيم المغازي للاجئين.[89]
- أصيب الطفل محمد سليم كعين (13 عاماً) من الخليل، جراء انفجار ذخيرة من مخلفات جيش الاحتلال.[90]

### 27 فبراير
- أطلقت قوات الاحتلال الإسرائيلي النار على امرأة فلسطينية وأصابتها بجروح طفيفة عند حاجز قلنديا، بعد أن تأكدوا من أنها اقتربت منهم وهي تحمل حقيبة بطريقة مشبوهة، ولم تتوقف كما طلبوا منها.[91][92]
- انفجر صاروخ أطلق من قطاع غزة في منطقة خالية في منطقة شاعر هنيغف جنوب إسرائيل.[93][94]
- وشنت إسرائيل عدة غارات على قطاع غزة ردا على ذلك. سقط صاروخان على الأقل على موقع شهداء حماس القريب من مخيم النصيرات للاجئين. كما استهدفت الصواريخ موقع رصد قرب مدينة رفح، وموقع حطين في بيت لاهيا. وأسفرت غارة رابعة في حي النهضة برفح عن إصابة أربعة أشخاص، ثلاثة منهم في حالة متوسطة.[93]

### 28 فبراير
- أصيب المواطن الفلسطيني المسن حسين حسن قواريق (72 عاماً) برصاصة في قدمه وحوضه عندما رفض الاستجابة لنداءات التوقف أثناء اقترابه من حاجز حوارة.[95]

## مارس

### 1 مارس
- سعدي محمود علي قيسية (25 عامًا)، فلسطيني من قرية الظاهرية، قُتل برصاص مستوطن إسرائيلي داخل منزله في تنيه عمريم. ووفقًا لجيش الاحتلال الإسرائيلي، أصاب الفلسطيني الإسرائيلي البالغ من العمر 33 عامًا بجروح طفيفة، فردّ بإطلاق النار على المهاجم المزعوم.[96] وزُعم لاحقًا أن الرجل اخترق بؤرة استيطانية إسرائيلية تُسمى مزرعة مور. سمع رب الأسرة ضوضاء في الخارج، وعند خروجه من منزله، رأى الرجل يحمل سكينين. ركض الرجل إلى الداخل لإحضار مسدس، وطارده الفلسطيني الذي تمكن من طعنه أمام عائلته قبل أن يُرديه الضحية قتيلًا برصاصة. أصيب الإسرائيلي البالغ من العمر 33 عامًا بجروح طفيفة.[97][98]

### 3 مارس
- أصيب مواطنان فلسطينيان من قطاع غزة برصاص قوات الاحتلال الإسرائيلي قرب الحدود شرق بيت لاهيا. أصيب أحدهما في قدمه والآخر في بطنه.[99]
- أصيب مراسل تلفزيون فلسطين أحمد شاور برصاصة مطاطية في الرأس في كفر قدوم بمحافظة قلقيلية، فيما أصيب آخر برصاصة في قدمه برصاص قوات الاحتلال خلال المواجهات التي اندلعت خلال المسيرة الأسبوعية ضد الاحتلال.[100]

### 4 مارس
- أصيب شرطي إسرائيلي بجروح طفيفة خلال مواجهات مع شبان فلسطينيين في سلوان، ألقوا الألعاب النارية والحجارة على عناصر الشرطة الإسرائيلية.[101]

### 6 مارس
- استشهد المواطن باسل الأعرج من قرية الولجة برصاص قوات الاحتلال الإسرائيلي بعد اشتباك مسلح استمر ساعتين في مخيم قدورة. وكان الأعرج قد اعتقل وسجن ثم أطلق سراحه من قبل قوات الأمن الفلسطينية، وكان مطلوبا بتهمة التخطيط لهجمات إرهابية. وتقول مصادر فلسطينية إنه تم إعدامه بعد نفاد ذخيرته. تم إطلاق النار عليه أكثر من 10 مرات، إحداها قاتلة في القلب والعديد من الطلقات في الرأس.[102][103] كما أصيب فلسطينيان آخران شاركا في المواجهات مع قوات الاحتلال في ذلك الوقت بجروح.[104]
- اعتدى 20 مستوطنا من مستوطنة "حفات جلعاد"[الإنجليزية] على مزارعين فلسطينيين أثناء عملهم في أراضيهم بقرية فرعتا المجاورة في محافظة قلقيلية. دمر المستوطنون جراراً زراعياً يملكه المواطن عبدالله شناعة، ما أدى إلى اندلاع مواجهات أصيبت خلالها المواطنة مريم السلمان (55 عاماً) بكدمات في الجزء العلوي من جسدها بعد أن رشقها المستوطنون بالحجارة.[105]

### 7 مارس
- أصيب فلسطيني (22 عاما) ربما كان متواجدا في نقطة مراقبة قريبة بنيران المدفعية الإسرائيلية أثناء قيام جيش الاحتلال الإسرائيلي بتفكيك عبوة ناسفة بالقرب من الحدود.[106]

### 9 مارس
- قام مستوطنون، يقال أنهم من مستوطنة ماعون، باقتلاع أشجار الزيتون ورش المحاصيل الفلسطينية التي يعمل بها فضل جبريل موسى ربيعة وإخوته في قرية الطوانة بالمبيدات الحشرية.[107]
- أطلق صاروخ من منطقة خان يونس في غزة باتجاه موقع كيسوفيم العسكري الإسرائيلي في جنوب إسرائيل من شرق خان يونس، لكنه سقط قبل أن يصل إلى هدفه وانفجر داخل قطاع غزة.[108]

### 10 مارس
- قصفت إسرائيل عدة مواقع في القرارة وشرق خانيونس ودير البلح داخل قطاع غزة.[108]
- فلسطيني يبلغ من العمر 18 عامًا، أصيب برصاصة في رأسه من قبل قوات الاحتلال الإسرائيلي في سلواد.[109]
- أطلقت القوات الإسرائيلية النار على شاب من غزة، كان من بين عدة شبان يقتربون من الحدود، فأصابته في قدمه بالقرب من موقع ناحل عوز العسكري.[110]

### 13 مارس
- استشهد الشاب إبراهيم محمود مطر (25 عاماً) من جبل المكبر برصاص قوات الاحتلال الإسرائيلي قرب باب الأسباط في القدس الشرقية أثناء صلاة الفجر. وبحسب التقارير الإسرائيلية، فقد تم اعتقال مطر بعد ركن سيارته أثناء محاولته المرور عبر باب الأسباط، وهاجم جنديين بما وصف بأنه سكين جزار كبير داخل موقع الشرطة، ما أدى إلى إصابة أحدهما بجروح طفيفة والآخر بجروح متوسطة. ثم أطلق عليه ضابط ثالث النار بأربع رصاصات. وبحسب التقارير الفلسطينية، فإن مطر كان يحمل عصا وتم إعدامه عندما كان من الممكن اعتقاله.[111][112]

### 15 مارس
- أصيب 5 فلسطينيين برصاص الاحتلال الإسرائيلي خلال اقتحامه مخيم الدهيشة للاجئين. وأصيب إضافة إلى أحمد الجويلي، ومعاذ أبو ناصر، ومحمد فارس الفرارجة، اثنان من أبناء محافظ جنين إبراهيم رمضان، أثناء تواجدهما على سطح أحد المنازل. وعندما حاول الشقيقان نقله إلى المستشفى، ورد أن سيارتهما تعرضت للرش بالنيران في القرية، مما أدى إلى إصابة الشقيق الثاني محمود (34) بجرح في الرأس.[113]
- تم هدم منزل محمد أبو صالح البالغ من العمر 18 عامًا والمكون من غرفتين في منطقة عين اللوزة في سلوان لعدم حصوله على تصريح بناء إسرائيلي.[114]
- أحمد ردايدة (27 عاماً) من العبيدية أصيب برصاصة في الفخذ عندما تم اكتشافه وهو يحاول اجتياز الجدار الفاصل في منطقة وادي أبو الحمص بالقرب من بيت لحم.[115]
- فاطمة جبرين طقاطقة، 16 عاماً، من بيت فجار، أصيبت بعيار ناري، وحالتها حرجة. بعد أن دهست السيارة التي كانت تقودها على الشريط الساحلي واصطدمت بأعمدة بالقرب من محطة حافلات قريبة من مستوطنة غوش عتصيون. وتشير التقارير الإسرائيلية إلى أن الحادث كان هجومًا بسيارة.[116]
- سقطت قذيفة أطلقت من قطاع غزة في أرض مفتوحة بمنطقة سدوت نيغيف في إسرائيل.[117]

### 16 مارس
- وردًا على ذلك، شنت إسرائيل غارتين جويتين في شمال غزة، حيث أصابت بالصواريخ موقع تدريب كتائب الشهيد عز الدين القسام وأدت إلى تدمير خطوط الكهرباء في الشجاعية.[118]
- أطلقت قوات البحرية الإسرائيلية النار صوب مراكب الصيادين الفلسطينيين قبالة سواحل غزة. ولم ترد أنباء عن وقوع إصابات.[119]
- اقتحم مستوطنون، اليوم الأحد، معرش عنب يملكه المواطن نادر صلاح عبد السلام في منطقة خلة الفحم ببلدة الخضر، وأتلفوا 90 شتلة عنب. تقع ممتلكاته بجوار مستوطنتي إليعازار ودانيال.[120]

### 17 مارس
- فادي عابد (41) سائق سيارة أجرة فلسطيني تعرض للاعتداء من قبل إسرائيليين اثنين، وبحسب التقارير قاما بضربه عدة مرات بزجاجات النبيذ مما تسبب في إصابته بكسور، بعد تغيير وجهته في القدس الشرقية.[121]
- استشهد الطفل مراد يوسف أبو غازي (16 عاماً) إثر إصابته برصاصة في الصدر، ونجا الطفل سيف سليم رشدي (17 عاماً) من إصابة مماثلة، خلال المواجهات التي اندلعت عندما داهمت قوات الاحتلال مخيم العروب للاجئين. وتقول التقارير الإسرائيلية إن قنابل حارقة ألقيت على طريق قريب.[122]

### 18 مارس
- بعد سقوط قذيفة من غزة، واثنين آخرين لم يصلا إلى هدفهما وهبطا داخل قطاع غزة، وسقطا في أرض مفتوحة في مجلس حوف عسقلان الإقليمي[الإنجليزية]، ردت إسرائيل بنيران المدفعية على منطقة الغول بالقرب من بيت لاهيا، وشنت ضربات صاروخية ضد موقع لحماس في شمال القطاع.[123]
- يقول المسؤولون الإسرائيليون إنهم يتحققون من التقارير التي تفيد بأن الزوارق الحربية فتحت النار على صيادي غزة الذين يقولون إنهم تعرضوا لإطلاق النار في المياه الساحلية لبيت لاهيا.[124]
- أصيب 8 فلسطينيين برصاص الاحتلال الإسرائيلي المغلف بالمطاط، خلال مواجهات اندلعت خلال تشييع جثمان الشهيد مراد يوسف أبو غازي. أصيب جندي إسرائيلي بجروح طفيفة جراء إصابته بحجر ألقاه أحد المشاركين.[125]

### 21 مارس
- أصيبت المسنة الفلسطينية حلوة أبو راس (70 عاماً)، بجراح ما بين المتوسطة والخطيرة، إثر دهسها من قبل مركبة مستوطنين قرب قرية الساوية. لقد فر السائق من مكان الحادث.[126]
- تم اعتقال فلسطيني بزعم قيامه بإلقاء عبوة ناسفة بالقرب من حاجز الجلمة في محافظة جنين.[127]

### 22 مارس
- استشهد الشاب يوسف شعبان أبو عاذرة (18 عاماً) بنيران مدفعية دبابة الاحتلال. وأصيب فلسطينيان آخران من غزة. وذكرت مصادر إسرائيلية أن الثلاثة تم رصدهم بالقرب من السياج الحدودي مع إسرائيل، في منطقة قطاع غزة التي تعتبرها إسرائيل "منطقة محظورة". ويقوم الجيش بالتحقيق في شكوك مفادها أن الثلاثة ربما كانوا يحاولون زرع عبوة ناسفة[128][129]
- وذكرت تقارير إسرائيلية أن أربعة شبان أصيبوا بالرصاص قرب مخيم الجلزون، بعد أن ألقوا زجاجات حارقة قرب مستوطنة بيت إيل، بعد نزولهم من سيارتهم. استشهد محمد محمود إبراهيم الحطاب (17 عاماً) متأثراً بجراحه في الصدر والكتف. وكان المصابين الثلاثة في حالة حرجة وهم: جاسم محمد نخلة (18 عاماً) مصاب برصاصتين في الرأس والقدم، ومحمد حطاب (18 عاماً) مصاب برصاصة في البطن، ومحمد موسى نخلة (18 عاماً) مصاب برصاصة في القدم والكتف. وتقول مصادر فلسطينية إنه من غير الممكن أن يتم إطلاق النار عليهم، كما زعموا، بعد خروجهم من سيارتهم، حيث تظهر أدلة الفيديو أن السيارة كانت مليئة بالرصاص.[130] وزعم الفلسطينيون في وقت لاحق أن النيران جاءت من برج عسكري وكانت موجهة إلى الشباب داخل السيارة.[131] توفي جاسم محمد نخلة في 10 أبريل. وقد تم إعلان وفاته سريريًا منذ الحادث.[132]

### 24 مارس
- أصيب 5 فلسطينيين بنيران الاحتلال الإسرائيلي، فيما أصيب 7 آخرون برصاص الاحتلال المعدني المغلف بالمطاط، خلال مواجهات اندلعت اليوم الجمعة، بين الشبان الفلسطينيين وقوات الاحتلال الإسرائيلي. اندلعت مواجهات خلال مظاهرة نظمها فلسطينيون من قريتي كفر مالك والمغير احتجاجا على مصادرة أراضيهم لبناء بؤرة استيطانية إسرائيلية جديدة. وتحدثت مصادر إسرائيلية عن وقوع "أعمال شغب عنيفة" حيث "قام أكثر من 500 من مثيري الشغب بإشعال الإطارات وإلقاء الحجارة على القوات الإسرائيلية".[133]
- أصيب صيادان فلسطينيان، هما رجب أبو ميالة وخضر السعدي، من سكان غزة، اللذان اعتقلا أمس أثناء إبحارهما على بعد ثلاثة أميال بحرية من الشاطئ، في اليوم التالي أثناء احتجازهما. وكان كلاهما يتلقى العلاج في المستشفيات الإسرائيلية. تمت مصادرة قوارب الصيد ومعداتهم.[134]

### 25 مارس
- أُجبر فلسطيني في حي بيت حنينا بالقدس الشرقية على هدم سقف منزله لعدم حصوله على ترخيص إسرائيلي. وقد فعل ذلك لتجنب دفع تكاليف الهدم الإسرائيلية الباهظة. بُني المنزل قبل سبع سنوات، وأُضيف السقف قبل ثلاث سنوات.[135]

### 27 مارس
- أصيب فلسطينيان بجروح طفيفة جراء إطلاق الرصاص المطاطي عليهما خلال مواجهات عند حاجز عطارة العسكري الإسرائيلي خارج بلدة عطارة قرب رام الله.[136]
- مالك بسام اسماعيل سعادة (19 عاماً) من قرية حلحول بالضفة الغربية، يصيب امرأة إسرائيلية بجروح متوسطة في هجوم بالسكين في اللد. وقد اعتبر الهجوم في البداية حادثا إجراميا ناشئا عن محاولة سرقة سيارة. في الأول من أبريل، تم تغيير لائحة الاتهام إلى "جريمة ذات دوافع قومية" عندما ورد أن سعدة اعترف بأنه كان يخطط لمهاجمة امرأة يهودية لأنه "سئم من حياته"، وفكر في إنهاء حياتها من خلال استفزاز انتحار من خلال عمل شرطي.[137][138]

### 29 مارس
- استشهدت الشابة سهام نمر (49 عاماً) من مخيم شعفاط برصاص قوات الاحتلال الإسرائيلي، بعد محاولتها طعنهم بمقص عند باب العامود، بحسب ما ورد.[139][140]

### 30 مارس
- أصيب 50 فلسطينيا، اليوم الثلاثاء، برصاص الاحتلال الإسرائيلي المغلف بالمطاط، خلال مشاركتهم في مسيرة من قرية مادما، قرب مستوطنة يتسهار. وتهدف الاحتجاجية إلى زراعة الأشجار على أراضي القرية التي قيل إنها مصادرة لصالح المستوطنة القريبة. وكان من بين المصابين نائب محافظ نابلس عنان العتيري. وتقول مصادر إسرائيلية إنهم كانوا يقومون بقمع أعمال شغب.[141]

### 31 مارس
- أصيب 4 فلسطينيين بإصابات طفيفة بالرصاص المطاطي، خلال تدخل قوات الاحتلال الإسرائيلي، اليوم الجمعة، في مسيرة كفر قدوم الأسبوعية. وانقطعت خدمة المياه في القرية أيضًا عندما قامت جرافة ترافق الجنود بكسر أنابيب الشبكة الرئيسية.[142]
- أصيب جندي إسرائيلي بجروح طفيفة جراء إلقاء حجر على نعلين.[143]

## أبريل

### 1 أبريل
- عتيبة جياد حسين عميرة. (15) أصيب برصاص الاحتلال الحي قرب قرية نعلين. وتزعم مصادر إسرائيلية أنه ألقى زجاجة حارقة على سيارة أحد المستوطنين.[143][144]

### 3 أبريل
- وفي وادي قانا بمحافظة سلفيت، أفادت مصادر فلسطينية بأن قوات الاحتلال اقتلعت 135 شجرة زيتون، وهدمت جداراً حجرياً بطول 40 متراً. وصححت المصادر الإسرائيلية هذا الرقم، حيث قدرت عدد الأشجار التي تم قطعها بـ150 شجرة. وقد تم اقتلاع الأشجار بسبب زراعتها بدون تصريح إسرائيلي ولأن وجودها "أضر بالمنظر الطبيعي وقيم" المنتجع الطبيعي الذي أنشأته إسرائيل في الضفة الغربية.[145]
- وورد أن بعض المنازل في قطاع غزة تعرضت لأضرار نتيجة إطلاق النار الإسرائيلي من المخابئ العسكرية[146]
- وقيل إن طائرات بدون طيار قامت برش "مبيدات سامة" على محاصيل البطيخ والبامية والقمح على الجانب الغزي من الحدود في المناطق الوسطى والجنوبية.[146]
- بعد العثور على ثقوب في جدار بمستوطنة شافي شمرون الإسرائيلية، أغلقت إسرائيل جميع الطرق غرب نابلس.[147]
- هدمت قوات الاحتلال الإسرائيلي، اليوم الثلاثاء، عدة منشآت سكنية تعود ملكيتها للمواطنين عثمان أبو سبيتان، وأحمد شبر، وأيمن الداية في قرية الزعيم وسط مدينة القدس المحتلة. وشملت المباني المهدمة 3 مبان سكنية تضم 13 منزلاً وحظيرة زراعية وخمسة جدران احتجاز.[148]
- صادرت قوات الاحتلال الإسرائيلي منزلاً متنقلاً للمواطن طارق أبو عون في فروش بيت دجن شرق نابلس بحجة عدم حصوله على تصريح إسرائيلي.[149]

### 5 أبريل
- اشتكى المزارعون في خان يونس من أن الطائرات الإسرائيلية كانت تحلق فوق الجانب الغزي من المنطقة العازلة وترش المبيدات الحشرية على الأراضي الزراعية.[150]
- أصيب الشاب أكرم الأطرش (23 عاماً) بجروح خطيرة بثلاث رصاصات حية خلال مواجهات اندلعت فجر اليوم، أثناء اقتحام قوات الاحتلال لمخيم الدهيشة. وتقول مصادر إسرائيلية إنه تم إطلاق النار عليه بعد أن تم التعرف عليه باعتباره المحرض الرئيسي لحوادث إلقاء الحجارة وزجاجات المولوتوف على الجنود.[151]
- وفي حادثين منفصلين أطلقت قوات الاحتلال النار على صيادين فلسطينيين قبالة سواحل قطاع غزة، كما توغلت في المنطقة القريبة من الحدود لتجريف الأراضي. ويشكو الفلسطينيون من أن مثل هذه الأعمال التجريفية تدمر جزءاً كبيراً من القطاع الزراعي في القطاع.[152]
- مروان زكريا العسعوس (28 عاماً) أصيب برصاص الاحتلال الحي في أطرافه السفلية بالخليل. وكانت جروحه متوسطة. وقال متحدث باسم جيش الاحتلال الإسرائيلي إنهم سوف يتحققون من الحادث.[153]
- هدمت قوات الاحتلال الإسرائيلي، اليوم الثلاثاء، ثلاثة بركسات سكنية وأربع خيام تعود ملكيتها للمواطن محمد شحبير في منطقة أبو الريش بقرية دير بلوط، ما أدى إلى تهجير العائلة للمرة الثانية. انتقلت عائلة شهبير إلى هناك بعد أن أخرجتها السلطات الإسرائيلية بالقوة من منطقة دير دقلة، على أساس أن منزلهم كان قريبًا جدًا من جدار الفصل الإسرائيلي.[154]

### 6 أبريل
- توفي الجندي الإسرائيلي "إلحاي تهرليف" (20 عاماً) بعد أن دهسته سيارة فلسطينية يقودها مالك أحمد موسى حامد (23 عاماً) من قرية سلواد. وقعت الحادثة بالقرب من مستوطنة عوفرا الإسرائيلية. لقد تم إطلاق النار على السيارة. وأصيب جندي آخر بجروح طفيفة. تم القبض على حامد. وكان اثنان من أصدقائه، أنس بسام حماد ومحمد عبد الرحمن عياد، قد نفذا هجمات دهس منفصلة في ديسمبر/كانون الأول 2015، وتم إطلاق النار عليهما وقتلهما نتيجة لذلك.[155]
- بعد تقديم شكوى رسمية إلى سلطات بلدية القدس بشأن ما وصفته بحفر نفق إسرائيلي في منطقة وادي حلوة في سلوان في القدس الشرقية، والذي تسبب في أضرار جسيمة للهياكل، كما أثبتت عملية التفتيش، أمرت عائلات حامد عويضة، وعبد عويضة، وسليمان عويضة، وعددهم 16 شخصًا، بمغادرة منازلهم، التي تم إغلاقها بعد ذلك. ورفضت سلطة إسرائيلية هذه الاتهامات، معلنة أن هذه الخطوة جاءت من منطلق "الاهتمام برفاهيتهم"، مضيفًا أن المنازل تم بناؤها "دون مراعاة لقواعد البناء أو معايير السلامة".[156][157]

### 7 أبريل
- أطلق مسلحون مجهولون النار على موقع عسكري إسرائيلي قرب مستوطنة بساجوت في الضفة الغربية.[158]
- وبحسب التقارير الفلسطينية، حاولت مركبة إسرائيلية دهس فلسطينيين هما محمد باسم خضر العلمي (25 عاماً) وسعيد سمير حسن الصليبي (20 عاماً) بالقرب من بلدة بيت أمر.[159]

### 13 أبريل
- أصيب 6 طلاب فلسطينيين برصاص الاحتلال الإسرائيلي المغلف بالمطاط، خلال اقتحام بلدة أبو ديس. وقعت الحادثة خارج حرم جامعة القدس في القدس الشرقية.[160]

### 14 أبريل
- وذكرت تقارير فلسطينية أن 3 أطفال أصيبوا بالرصاص المعدني المغلف بالمطاط خلال مظاهرة في كفر قدوم. وأفادت التقارير أيضًا بوقوع حادث آخر أصيب فيه فلسطيني بنيران إسرائيلية حية.[161]
- في عملية طعن في قطار القدس الخفيف عام 2017،[الإنجليزية] طعن فلسطيني طالبًا بريطانيًا وقتله في قطار القدس الخفيف بالقرب من ساحة تساهال. وأصيب شخصان آخران، أحدهما امرأة حامل، إثر الحادث. وكان المهاجم هو جميل تميمي (57 عاما)، وهو فلسطيني من حي راس العامود في القدس الشرقية، ولديه تاريخ من الاضطرابات النفسية، ومعروف لدى أجهزة الأمن بسبب تحرشه بابنته قبل بضع سنوات. لقد تم إطلاق سراحه مؤخرًا من منشأة للصحة العقلية حيث كان يتلقى العلاج بسبب محاولته الانتحار بعد ابتلاع شفرة حلاقة.[162][163] كما أُدين المهاجم أيضًا بالتحرش بابنته.[163] وبحسب جهاز الأمن الداخلي الإسرائيلي (شين بيت)، فإن المهاجم كان معروفاً للسلطات، وربما كان هذا " انتحاراً على يد جندي "، وهي ظاهرة شوهدت في حوادث أخرى خلال الأشهر الثمانية عشر الماضية، "حيث اختار فلسطيني يعاني من مشاكل في الصحة العقلية أو الشخصية تنفيذ هجوم كوسيلة للخروج من مشاكله".[163]

### 16 أبريل
- تم هدم منزل محمد أمين شقيرات، وهو عبارة عن كرفان لإيواء عشرة أفراد من عائلته، والذي تم بناؤه بعد هدم منزله الأصلي العام الماضي لعدم وجود تصريح إسرائيلي، بواسطة جرافات إسرائيلية في جبل المكبر.[164]
- تم هدم منزل المواطن عمار سلامة حديدون من قبل القوات الإسرائيلية الإسرائيلي. كانت الوحدة عبارة عن كرفان تم بناؤه في جبل المكبر في عام 2011 لإيواء 7 أفراد من عائلته بعد أن هدمت السلطات منزله في عام 2009 لعدم وجود تصريح إسرائيلي.[164]

### 18 أبريل
- أطلقت قوات الاحتلال الإسرائيلي النار على 11 فلسطينياً برصاص مطاطي خلال مواجهات في أبو ديس والعيزرية.[165]

### 19 أبريل
- هدمت قوات الاحتلال الإسرائيلي، اليوم الثلاثاء، البوابات الحديدية على مداخل عدد من المنشآت التجارية والمزارع الفلسطينية في العيسوية، بهدف تسليم إخطارات إخلاء. كما تم هدم الأسوار المخصصة لحبس الحيوانات بحجة عدم حصولها على تصاريح إسرائيلية.[166]
- استشهد الشاب صهيب موسى مشهور مشارحة (21 عاماً) من بلدة السواحرة، بعد أن اصطدمت مركبته بمحطة حافلات قرب مستوطنة غوش عتصيون الإسرائيلية، كما أصيب مواطن إسرائيلي بجروح. وتقول مصادر فلسطينية إن الأدلة المصورة تظهر أن السيارة اصطدمت بحافلة إسرائيلية. أصيب الإسرائيلي بجروح طفيفة إلى متوسطة في رأسه.[167]
- وذكرت مصادر فلسطينية أن الأراضي الزراعية، بما في ذلك أشجار الزيتون، تضررت جراء تسرب مياه الصرف الصحي من مستوطنة "أريئيل" الإسرائيلية. ردت السلطات الإسرائيلية بأنها تقوم بإصلاح أنبوب الصرف الصحي التالف من المستوطنة.[168]

### 20 أبريل
- أصيبت الطفلة الفلسطينية كوثر محمد شوريا (17 عاماً) بجراح، إثر دهسها من قبل سيارة مستوطن أثناء سيرها في بلدة تقوع، القريبة من مستوطنة تقوع الإسرائيلية. وذكرت التقارير أنها أصيبت بجروح متوسطة. ولاحقت السيارة فلسطينيين، حيث أوقفوها واحتجزوا الرجل حتى وصول الشرطة الإسرائيلية.[169]

### 22 أبريل
- وذكرت التقارير أن مجموعة كبيرة من مستوطني "يتسهار" هاجمت قرية عوريف، وحطمت نوافذ عدد من المنازل. اندلعت مواجهات، وعندما تدخلت قوات الاحتلال أصيب أربعة فلسطينيين بجروح جراء إطلاق الرصاص المطاطي عليهم[170]
- هاجم مستوطنون قرية حوارة قرب عوريف ومستوطنة يتسهار. وأصيبت مواطنة من سكان المنطقة، بديعة محمد حمدان (72 عاماً)، وشاب يدعى أحمد يوسف عودة، وتم نقلهما إلى المستشفى.[170]
- أصيب الشاب عاصم سليم (19 عاماً) من مدينة نابلس، بجراح، إثر دهسه من قبل مركبة يقودها مستوطن، أثناء عبوره شارع المسعودية غرب نابلس. لقد فر السائق من مكان الحادث.[170]

### 23 أبريل
- أصيبت المواطنة فاطمة محمود عبيد (52 عاماً) بجراح خطيرة وفقدان عينها أثناء تدخل قوات الاحتلال في شجار محلي بالعيسوية باستخدام وسائل تفريق المتظاهرين. وذكر زوجها أنها أصيبت برصاصة مطاطية فولاذية أثناء جلوسها على شرفة المنزل.[171]

### 24 أبريل
- قامت المواطنة الفلسطينية آسيا كبانة (كعابنة) (39/41) من قرية دوما بطعن مجندة إسرائيلية بشكل خفيف في كتفها على حاجز قلنديا العسكري. تم اعتقال المرأة واعترفت بأنها أقدمت على فعلتها بعد خلاف زوجي وحاولت الانتحار باستفزاز قوات الاحتلال لإطلاق النار عليها.[172][173][174]

### 25 أبريل
- أُصيب أمجد ماهر جعفر (17 عامًا) بعدة رصاصات في بطنه عند حاجز حوارة. وأفادت التقارير أنه كان يحمل حقيبة مدرسية، وحاول مهاجمة جنود إسرائيليين وبيده سكين.[173]

### 26 أبريل
- وقيل إن مستوطنين أضرموا النار في مركبة يملكها مصطفى الضميدي من قرية حوارة القريبة من مستوطنة يتسهار.[175]
- صالح عمر صالح (16) من مخيم بلاطة للاجئين، ابن عم أمجد ماهر جعفر الذي أصيب برصاصة في اليوم السابق، أصيب بجروح خطيرة على حاجز حوارة بعد أن اندفع نحو جنود الاحتلال وبيده سكين.[176]
- أصيب ثلاثة شبان فلسطينيين برصاص مطاطي خلال مواجهات مع قوات الاحتلال الإسرائيلي في مخيم شعفاط للاجئين.[177]

### 27 أبريل
- وأفادت التقارير بأن مستوطنين اعتدوا بالضرب على المواطن علي قبها من قرية يعبد قضاء جنين، بعد أن أوقفوا سيارته قرب مستوطنة شافي شمرون. كان يحتاج إلى دخول المستشفى.[178]
- أصيب 6 فلسطينيين بنيران الاحتلال الإسرائيلي الحية، وأصيب 3 آخرون برصاصات مطاطية، خلال مواجهات قرب حاجز بيت إيل العسكري خارج البيرة.[179]
- بعد إطلاق النار من قطاع غزة على جنود إسرائيليين عبر الحدود، ردت إسرائيل بإطلاق قذيفتي هاون شرق دير البلح.[180]
- قامت قوات الاحتلال الإسرائيلي بتجريف كافة الأنابيب التي تغذي قرية بردلة بالمياه، مما أدى إلى حرمان سكانها البالغ عددهم 3500 نسمة من المياه. وتقول مصادر إسرائيلية إن المياه كانت تُسرق لأغراض زراعية، وهي التهمة التي ينفيها الفلسطينيون[181]
- يزعم سكان قرية البيرة المحتجون في مسيرة التضامن مع الأسرى أنهم تعرضوا لإطلاق النار من قبل مستوطنين من مستوطنة بساجوت الإسرائيلية.[182]

### 28 أبريل
- احترقت أكثر من 8 مخازن في بلدة بيتا، جراء اشتعال النيران فيها بقنابل الغاز الإسرائيلية. كما أصيب شاب برصاصة مطاطية في قدمه.[183]
- خلال مظاهرات يوم الغضب احتجاجا على اعتقال إسرائيل للأسرى الفلسطينيين، أصيب 3 شبان بنيران الاحتلال في النبي صالح، أحدهم بقنبلة غاز مسيل للدموع في رأسه، واثنان آخران برصاصة توتو، بينما أصيب اثنان آخران في أرجلهما برصاصات توتو. وأصيب شاب آخر برصاصة في ساقه عند مدخل سلواد، وعلى حاجز قلنديا أصيب فلسطينيان بشظايا رصاص حي إسرائيلي، وأصيب ثالث برصاصة مطاطية.[184]

### 29 أبريل
- وأفادت مصادر فلسطينية، أن مستوطنين من مستوطنة "يتسهار" هاجموا أهالي قرية عوريف، ما أدى إلى إصابة مواطنين، أحدهما منير النوري، جراء رشقه بالحجارة من قبل المستوطنين. أما الآخر، تيسير الصفدي (55 عاماً)، فقد أصيب برصاصة مطاطية في ساقه عندما تدخلت قوات الاحتلال.[185]

### 30 أبريل
- أصيب 13 صحفياً فلسطينياً عندما فرقت القوات الإسرائيلية اعتصاماً، قيل إنه "سلمي"، نيابة عن 1500 أسير فلسطيني معتقل، عند باب العامود.[186]

## مايو

### 2 مايو
- قُتل شاب يبلغ من العمر 19 عامًا، وصفته التقارير الإسرائيلية الأولية بأنه فلسطيني، بالرصاص عند حاجز حزمة في القدس الشرقية بعد أن اندفع نحو الشرطة وبحوزته سكين في يده. وقد أوضح التحقيق لاحقًا أنه كان إسرائيليًا من مستوطنة بسغات زئيف.[187]

### 3 مايو
- تم نقل طفل فلسطيني إلى المستشفى بسبب إصابته في الرأس بعد أن تعرض للدهس عمداً من قبل مستوطن إسرائيلي يقود سيارته في بلدة يطا في جنوب الضفة الغربية المحتلة.[188]
- اعتقلت قوات الاحتلال الشاب وسام الدبس من مخيم شعفاط، بعد أن أخرج سكيناً على أحد الحواجز العسكرية. وتزعم شرطة حرس الحدود الإسرائيلية أن الشاب حاول تنفيذ عملية طعن. لم يصب أحد بأذى.[189]

### 4 مايو
- أطلقت قوات الاحتلال الإسرائيلي الرصاص وقنابل الصوت والغاز المسيل للدموع على مستشفى فلسطيني في مدينة رام الله وسط الضفة الغربية المحتلة فجر الخميس، ما أثار إدانة السلطة الفلسطينية. وأصيب عدد كبير من المرضى، بينهم أطفال، جراء استنشاق الغاز المسيل للدموع. ويؤكد المسؤولون الإسرائيليون أن الفلسطينيين المتواجدين داخل أراضي المستشفى ألقوا الحجارة على الجنود الإسرائيليين.[190]
- هدم 3 مباني في القدس الشرقية وكانت إحداها مملوكة للمواطن خليل أبو سنينة ورامي الصياد في الطور. كما تم هدم مبنيين تجاريين مملوكين لعائلة أبو ريالة في العيسوية لعدم حصولهما على ترخيص إسرائيلي.[191]
- احتاج حسن غنيم مدير مدرسة في بيت حنينا إلى العلاج في المستشفى بسبب الإصابات التي تعرض لها خلال اقتحام قوات الاحتلال لحرم المدرسة بعد أن دخل شخص كان يطارده بسيارته إلى داخل الحرم. ويقال إن غنيم تدخل عندما صدمت سيارة شرطة أحد تلاميذه، وتعرض للاعتداء من قبل الشرطة.[192]

### 5 مايو
- قوات الاحتلال تهدم منزل المواطن أشرف فواقة عميد في صور باهر. أصبح 6 فلسطينيين بلا مأوى. لقد فشلت الطلبات التي قدمها المالك للحصول على تصريح على مدى السنوات الست الماضية، بما في ذلك دفع حوالي 56000 دولار أمريكي كرسوم للمحامين، في تأمين الحصول على التصريح.[193]

### 7 مايو
- فاطمة عفيف عبد الرحمن حجيجي[194] (17) من قراوة بني زيد[195] قُتلت بالرصاص بالقرب من باب العامود في ما زعمت الشرطة الإسرائيلية أنه محاولة طعن، حيث قامت بصراخ "الله أكبر". ونشرت الشرطة أيضًا مذكرة وداع لعائلتها تحتوي على آيات من القرآن، تحمل توقيع كلمة "شهيد". وذكرت شاهدة عيان فلسطينية أنها تعرضت لإطلاق نار عدة مرات من قبل حوالي خمسة من رجال الشرطة من مسافة حوالي عشرة أمتار.[196] كانت قد اعتقلت بتهمة محاولة طعن مزعومة قبل عام على حاجز الزعتري في نابلس.[195][197] وذكر تقرير لمنظمة بتسيلم أن الفتاة توقفت ولوحت بسكين، لكنها لم تشكل أي تهديد لضباط الشرطة الإسرائيليين الذين كانوا يرتدون معدات واقية ووقفوا خلف حاجز معدني على بعد عدة أمتار. تم إطلاق ما لا يقل عن 10 رصاصات عليها.[194]

### 12 مايو
- أصيب فلسطيني بنيران الاحتلال الإسرائيلي الحية، وأصيب 16 آخرون برصاصات مطاطية، أثناء مشاركتهم في مظاهرة دعما للأسرى المعتقلين، خلال مسيرة إلى مفترق بيتا وحاجز بيت فوريك. وقعت الحادثة أثناء مواجهات مع جنود إسرائيليون. كما تم إطلاق النار على ثلاث سيارات إسعاف تابعة للهلال الأحمر، ما أدى إلى تحطم نوافذها.[198]
- أصيبت الشابة صبا أبو عبيد (23 عاماً) من النبي صالح برصاصة حية في الصدر أطلقها جنود الاحتلال، وأعلن لاحقاً عن استشهادها. وقعت الحادثة أثناء الاشتباكات التي اندلعت أثناء قيام القرويين بمسيراتهم الاحتجاجية الأسبوعية. وتقول مصادر إسرائيلية إن الجنود وجدوا أنفسهم أمام "تهديد مباشر" عندما تم رشقهم بالحجارة.[198]

### 13 مايو
- محمد السقاجي (57) أردني من أصل فلسطيني، أثناء سفره بتأشيرة سياحية، طعن شرطيًا إسرائيليًا وأصابه بجروح، ثم أطلق عليه النار وقتله ردًا على ذلك.[199]
- تضررت سيارة تابعة للشرطة الفلسطينية عندما تعرض رائد كان يقود السيارة بين نابلس ورام الله للرشق بالحجارة من قبل المستوطنين الإسرائيليين في منطقة عيون الحرامية بالضفة الغربية.[200]

### 15 مايو
- توفي محمد ماجد بكر (23 عاماً) من مخيم الشالي للاجئين متأثراً بطلق ناري في صدره عندما أطلقت قوات البحرية الإسرائيلية النار على قارب كان يصطاد فيه هو وشقيقه، عندما انحرف القارب، وفقاً للتقارير الإسرائيلية، عن الخط الذي تنص إسرائيل على أنه يجوز فيه صيد الأسماك قبالة سواحل غزة.[201] وفي تحقيق لاحق، خلصت منظمة بتسيلم من شهادات محلية إلى أن الصيادين كانوا يصطادون ضمن الحد الذي حددته إسرائيل، وأنهم لم يشكلوا أي تهديد، وأن بكر قُتل بالرصاص بالقرب من ساحل جباليا بعد أن رأى هو وأفراد طاقمه الآخرون زوارق حربية إسرائيلية تقترب، وفرّوا نحو الشاطئ.[202]

### 17 مايو
- أطلق مستوطن إسرائيلي النار على الشاب إبراهيم راسم حامد (19 عاماً) بعد مطاردته بعد أن قام حامد وآخرون بإغلاق الطريق وإلقاء الحجارة على السيارات المارة. وذكرت مصادر إسرائيلية أن الحادثة وقعت أثناء محاولة المستوطن اعتقال أحد المواطنين. تم اعتقال الفلسطيني.[203]
- أصيب الشاب وحيد يوسف الغول (20 عاماً) برصاص الاحتلال في ساقيه خلال اقتحام مخيم جنين للاجئين، فيما أصيب مواطن آخر لم يكشف عن اسمه. وتقول الشرطة الإسرائيلية إن قنابل أنبوبية ألقيت في طريقهم أثناء المداهمة.[204]
- وبحسب وكالة الأنباء الفلسطينية وفا، أصيب فلسطيني بنيران إسرائيلية خلال غارة إسرائيلية على مخيم عسكر للاجئين.[204]

### 18 مايو
- استشهد الشاب معتز حسين هلال بني شمسة (23 عاماً) من قرية بيتا، برصاص مستوطن من مستوطنة "ايتمار" الإسرائيلية، الذي أطلق النار على مظاهرة في حوارة، عندما أوقف سيارته داخل القرية. وأصيب في الحادث أيضا مصور وكالة أسوشيتد برس مجدي إشتية. وأثناء مغادرته، صدم بسيارته سيارة إسعاف فلسطينية، ما أدى إلى إصابة 3 فلسطينيين بجروح طفيفة. وتقول التقارير الإسرائيلية إن الفلسطيني أطلق النار في الهواء عندما أصيبت سيارته بحجر، ولم يستبعد جيش الاحتلال الإسرائيلي احتمال أن يكون الفلسطيني القتيل قد تعرض لإطلاق نار من قبل الجيش. وذكر المستوطن في وقت لاحق أنه رأى فلسطينيين بالقرب من السيارة "ونظرة القتل في أعينهم" وأنه أطلق النار دون أن يستهدف أحداً على وجه التحديد.[205] وأظهر مقطع فيديو للحادثة المستوطن وهو يقود سيارته في بلدة حوارة، حيث كانت المظاهرة جارية. وتم تطويق سيارته، وعندما تقدم السائق، صدمت السيارة المتظاهرين الذين كانوا واقفين في طريقها. وعندما قامت سيارة إسعاف بإغلاق الطريق، قام المتظاهرون بركل السيارة وإلقاء الحجارة عليها.[206] وفي وقت لاحق، ظهر مستوطن في مقطع فيديو وهو يوزع الحلوى على السائقين احتفالا بمقتل الفلسطيني، واصفا إياه بـ"المخرب". وتقوم الشرطة الإسرائيلية بمتابعة شكوى تقدم بها المستوطن ضد الأشخاص الذين يدعي أنهم اعتدوا عليه.[207][208][209]
- أصيب أربعة فلسطينيين بنيران إسرائيلية حية، بينما أصيب خمسة آخرون برصاص مطاطي عندما اشتبكت قوات الاحتلال الإسرائيلي ومتظاهرون تضامنيون من مخيم قلنديا للاجئين احتجاجا على مقتل معتز بني شمسة مع قوات الاحتلال عند نقطة تفتيش.[210] وفي وقت لاحق، اعتقلت الشرطة الإسرائيلية ثلاثة فلسطينيين بتهمة إلقاء الحجارة خلال الحادث، فيما تم اعتقال سائق سيارة الإسعاف، الذي قال إنه تدخل لمنع السيارة من إصابة المارة، وتمت مصادرة سيارته. ولم يتم حتى الآن التحقيق مع المستوطن الذي أطلق النار على الفلسطيني وقتله، للاشتباه في ارتكابه سلوكاً إجرامياً.[205]

### 21 مايو
- حسن أحمد عيسى (7) أصيب بجروح خطيرة بعد أن أصيب في رأسه بقنبلة غاز مسيل للدموع إسرائيلية عالية السرعة في الخضر، بالقرب من بيت لحم.[211]

### 22 مايو
- وتشير التقديرات إلى أن 20 فلسطينياً قُتلوا برصاص القوات الإسرائيلية في الضفة الغربية.[212] أصيب فلسطيني واحد برصاصة حية في بطنه من قبل قوات الاحتلال الإسرائيلي، مما أدى إلى إصابته بجراح ما بين المتوسطة والخطيرة، كما أصيب سبعة آخرون بنيران حية في أرجلهم، فيما أصيب عشرة آخرون برصاصات مطاطية.[212][213]
- أصيب شابان فلسطينيان برصاص الاحتلال الإسرائيلي خلال مواجهات اندلعت بين أفراد مجموعة تضامنية عند مدخل قرية النبي صالح.[213]
- استشهد الشاب رائد أحمد ردايدة (15 عاماً) برصاص الاحتلال بعد اقترابه من حاجز الكونتينر الإسرائيلي وبحوزته سكين. وقعت الحادثة شمال شرق بيت لحم.[214]
- أصيب فلسطيني في منتصف العشرينيات من عمره برصاصة إسرائيلية في ساقيه أثناء الاحتجاجات على طول الحدود مع إسرائيل، بالقرب من مخيم البريج للاجئين.[215]

### 23 مايو
- أصيبت فتاة فلسطينية تدعى تقوع حماد (17 عاما) برصاص الاحتلال في ساقيها خارج بلدة سلواد، بعد أن قامت برشق الحجارة، حسبما ورد. كانت شقيقة أنس حماد، الذي قُتل بالرصاص في 4 ديسمبر 2015 بعد أن صدم سيارته مجموعة من الجنود الإسرائيليين.[216]
- أصيب شرطي إسرائيلي في مدينة نتانيا، بجروح طفيفة، بعد تعرضه لعملية طعن على يد فلسطيني يبلغ من العمر 43 عاما من مدينة طولكرم بالضفة الغربية. أطلق الضابط النار على المهاجم، ما أدى إلى إصابة امرأة كانت تمر بجواره بشظايا عن طريق الخطأ. وتقول التقارير الإسرائيلية إنه صرخ "الله أكبر" مرتين قبل الاعتداء عليه.[217][218]
- أصيب الشاب خالد الغمري (16 عاماً) بجروح خطيرة في البطن والأمعاء جراء إطلاق النار عليه من قبل قوات الاحتلال شرق مخيم البريج في قطاع غزة. وقعت الحادثة أثناء اشتباكات مع قوات الاحتلال الإسرائيلي بخصوص مسيرة تضامنية في محيط الحاجز الحدودي.[219][220][221]

### 24 مايو
- تعرض طفلان من مخيم عايدة للاجئين للضرب ثم الاعتقال من قبل الشرطة الإسرائيلية بعد مداهمة المخيم. وقالت الشرطة إن هؤلاء ألقوا الحجارة قبل ساعة. وقعت الحادثة عندما كان الطلاب عائدين من مدرسة تابعة لوكالة الأمم المتحدة لإغاثة وتشغيل اللاجئين الفلسطينيين (الأونروا)، حيث أنهوا للتو امتحاناتهم النهائية.[222]
- تعرضت سيارتان فلسطينيتان لاعتداءات "بطاقة السعر" عندما أشعل مجهولون النار فيهما في بلدة عرا شمال إسرائيل، وكتبوا على الجداريات عبارة "بطاقة السعر".[223]

### 30 مايو
- أُصيب شابٌّ يبلغ من العمر 25 عامًا من غزة برصاص القوات الإسرائيلية على شاطئ البحر شمال قطاع غزة. وقال متحدثون إسرائيليون إنه كان واحدًا من بين عدة أشخاص كانوا يسيرون في منطقة عازلة، فأُطلقت باتجاههم طلقات تحذيرية.[224]

## يونيو

### 2 يونيو
- أصيب فلسطينيان برصاص قوات الاحتلال الإسرائيلي في منطقة خانيونس بقطاع غزة.[225]

### 4 يونيو
- أصيب فلسطيني برصاصة في قدمه في خزاعة بقطاع غزة عندما اندلعت اشتباكات مع القوات الإسرائيلية.[226]

### 7 يونيو
- استشهد الشاب فادي إبراهيم النجار (25 عاماً) برصاص الاحتلال الحي. وقعت الحادثة خلال مواجهات بين شبان من غزة ورشقوا الحجارة باتجاه الجدار الفاصل قرب خان يونس. ووردت أنباء عن إصابة عدد آخر من الفلسطينيين بالذخيرة.[227]

### 8 يونيو
- وبحسب مصادر فلسطينية، توفي الطفل عبد الرحمن البرغوثي، البالغ من العمر 18 شهراً، والذي أصيب بالغاز المسيل للدموع خلال اشتباكات مع القوات الإسرائيلية في 19 مايو/أيار، بعد مضاعفات في المستشفى.[228]
- أصيب فلسطيني في غزة برصاص الاحتلال الإسرائيلي خلال مواجهات شرق مخيم جباليا للاجئين.[229]

### 9 يونيو
- استشهد الشاب عايد خميس جمعة (35 عاماً) متأثراً بإصابته برصاصة في الرأس خلال مواجهات مع قوات الاحتلال شرق مخيم جباليا. وأصيب ستة فلسطينيين آخرين بنيران القوات الإسرائيلية الحية خلال الحادث.[230]

### 16 يونيو
- نفذ ثلاثة فلسطينيين مسلحين بالبنادق والسكاكين هجومين في حادثين منفصلين قرب باب العامود. وتعرضت شرطية إسرائيلية تدعى هداس مالكا (23 عاما) للطعن في شارع السلطان سليمان القريب، وتوفيت لاحقا متأثرة بجراحها. ورداً على ذلك، استشهد ثلاثة فلسطينيين بالرصاص، وهم عادل حسن أحمد عنكوش (18 عاماً)، وبراء إبراهيم صالح طه (18 عاماً)، وأسامة أحمد دحدوح (19 عاماً)، وجميعهم من قرية دير أبو مشعل بالضفة الغربية. كما أصيب اثنان من المارة الفلسطينيين.[231][232]

### 17 يونيو
- بعد إغلاق قرية دير أبو مشعل، اشتبكت قوات الاحتلال مع الأهالي أثناء قيامها بمسح منازل عائلات الشبان الثلاثة المتورطين في حادثة الجمعة، تمهيدًا لهدمها. وخلال المداهمة، أصيب فلسطينيان برصاصات في أرجلهما، وجُرح آخر، جميعهم بالذخيرة الحية.[233]

### 20 يونيو
- استشهد الشاب بهاء عماد سمير الحرباوي (23 عاماً) من قرية العيزرية شرقي القدس، برصاص الاحتلال بعد محاولته طعن جنود الاحتلال. وبحسب الجيش الإسرائيلي فإن الحادث وقع عندما تم اكتشافه وهو يحمل سكينا في يده وهو يقترب من موقع عسكري إسرائيلي بالقرب من قرية الرام، غير البعيدة عن قلنديا، أثناء محاولته عبور سياج الموقع الخارجي.[234][235]

### يونيو 28
- قُتل الشاب إياد منير عرفات غيث، البالغ من العمر 23 عامًا، من الخليل، برصاص قوات إسرائيلية متخفية خلال مداهمة ليلية وتفتيش عن أسلحة في المدينة. وصرح متحدثون إسرائيليون بأنهم استجابوا لإطلاق النار في تلك اللحظة.[236]

## يوليو

### 10 يوليو
- الطفل الفلسطيني نور حمدان (13 عاماً) فقد عينه إثر إصابته برصاصة أطلقتها شرطة الاحتلال خلال مواجهات مع شبان فلسطينيين يلقون الحجارة. وتقول عائلته إنه كان يشاهد المناوشات من شرفة منزلهم في القدس الشرقية عندما وقع الحادث.[237]
- حاول محمد إبراهيم جبريل (24 عاماً) من بلدة تقوع، اليوم الاثنين، دهس مجموعة من جنود الاحتلال قرب مستوطنة تقوع بالضفة الغربية، إلا أن سيارته انحرفت واصطدمت بعامود كهرباء. وبحسب ما ورد، خرج المهاجم من السيارة وحاول طعن المجموعة، بحسب الجيش الإسرائيلي. تم إطلاق النار على الرجل الفلسطيني مما أدى إلى مقتله، كما أصيب جندي بجروح متوسطة.[238][239]

### 14 يوليو
- استشهد الشاب الفلسطيني براء حمامدة (18 عاماً) خلال غارة إسرائيلية على مخيم الدهيشة للاجئين في بيت لحم، وهو الشاب رقم 43 الذي تقتله قوات الاحتلال الإسرائيلي منذ بداية العام.[240][241]
- وبعد بضع ساعات،[240] في الساعة 7 صباحًا. هاجم ثلاثة مواطنين فلسطينيين من سكان أم الفحم، وهم محمد أحمد محمد جبارين (29 عاماً)، ومحمد حامد عبد اللطيف جبارين (19 عاماً)، ومحمد أحمد مفضل جبارين (19 عاماً)، جنود الاحتلال وهم يستقلون دراجة نارية، وبحوزتهم رشاشان من نوع كارلو، ومسدس، وسكين. أطلق النار على جنود الاحتلال المتمركزين عند باب العمود قبل أن يلوذ بالفرار باتجاه المسجد المسجد الأقصى في الحرم الشريف. قُتل اثنان من ضباط الشرطة الدرزيين، هايل ستاوي (30 عامًا) من المغار وكاميل شكيب شينان (22 عامًا) من حرفيش، ثم قُتل الفلسطينيون الثلاثة بالرصاص عند باب الحطة.[242]

### 15 يوليو
- ناصر نائل، وهو من بيتين ولكنه يقيم الآن في البرازيل، تعرض لإطلاق نار من سيارة فلسطينية أخرى أثناء قيادته سيارته التي تحمل لوحات ترخيص إسرائيلية بين مستوطنة عطيرت الإسرائيلية وأم صفرو.[243]

### 16 يوليو
- استشهد الشاب عمار أحمد خليل (34 عاماً) من كفر عين برصاص قوات الاحتلال في النبي صالح، للاشتباه بضلوعه في عملية إطلاق نار من سيارة مسرعة قبل يوم. كما تم اعتقال شاب فلسطيني آخر أصيب أيضاً بنيران إسرائيلية، ثم تم إطلاق سراحه.[244]

### 20 يوليو
- وأفادت تقارير جيش الاحتلال الإسرائيلي، بأن الشاب محمد حسين أحمد تنوح (26 عاماً) من بلدة تقوع بالضفة الغربية، استشهد برصاص الاحتلال أثناء محاولته طعن جنود على حاجز عسكري في المنطقة. وقال صحفي فلسطيني إن قوات الاحتلال أطلقت النار 4 مرات، فيما ادعى شهود عيان محليون أن مركبة عسكرية إسرائيلية دهست الرجل بعد إطلاق النار عليه. وعندما اندلعت الاحتجاجات، أصابت النيران الإسرائيلية شرطيًا فلسطينيًا محليًا برصاصة مطاطية.[245]

### 21 يوليو
- بحسب الهلال الأحمر الفلسطيني، أصيب خلال اليوم في القدس والضفة الغربية ما يقدر بنحو 450 فلسطينيا في اشتباكات مع قوات الاحتلال، ومن بين هؤلاء، أصيب 23 بنيران الاحتلال الحية، و147 برصاص مطاطي، و65 بكسور نتيجة اعتداءات الشرطة الإسرائيلية. كما تم علاج 215 آخرين بسبب استنشاق الغاز المسيل للدموع.[246]
- نفذ الشاب الفلسطيني عمر العبد (18/19) من قرية كوبر بالضفة الغربية عملية طعن[الإنجليزية] ضد عائلة مستوطنين في مستوطنة حلميش، ما أدى إلى استشهاد المواطن يوسف سليمان (70 عاماً) وطفليه حايا (46 عاماً) وإيلاد (36 عاماً)، وإصابة زوجته تيفا سليمان (68 عاماً) بجروح خطيرة. أطلق أحد الجيران النار على العبد، وتم اعتقاله. وقد حفز القاتل هجومه بمنشور على الفيسبوك قبل فترة من الوقت بسبب الغضب إزاء الأحداث الأخيرة في الحرم الشريف، ومقتل النساء والأطفال الفلسطينيين.[247]
- وأفادت مصادر فلسطينية، بأن الشاب محمد محمود شرف (18 عاماً) من بلدة سلوان، استشهد متأثراً بإصابته برصاصة في الرقبة أطلقها عليه أحد المستوطنين، خلال مشاركته في تظاهرات رأس العامود. ونشرت مواقع التواصل الاجتماعي لاحقا صورا لمستوطن يوجه بندقيته نحو المتظاهرين من فوق سطح أحد المنازل في المنطقة.[248]
- محمد أبو غنام (20 عاماً)، طالب سنة ثانية في جامعة بيرزيت، أصيب برصاص قوات الاحتلال خلال مواجهات في الطور، واستشهد في المستشفى. أخذ الفلسطينيون جثته من المستشفى ودفنوها سراً لتجنب مصادرتها من قبل الشرطة الإسرائيلية.[248][249]
- استشهد الطالب الفلسطيني محمد خلف محمود خلف لافي (17 عاماً) من المرحلة الثانوية متأثراً بجراحه التي أصيب بها بعد أن أطلقت عليه قوات الاحتلال النار في صدره خلال مظاهرة في أبو ديس.[248]

### 22 يوليو
- استشهد الشاب يوسف كاشور (23 عاماً) من أبو ديس برصاص قوات الاحتلال الإسرائيلي خلال مواجهات في العيزرية.[250]
- وذكرت جمعية الهلال الأحمر الفلسطيني أنها عالجت 57 فلسطينيا أصيبوا، معظمهم برصاص مطاطي وقنابل صوتية، خلال المواجهات المسائية في القدس.[250]

### 23 يوليو
- أطلقت قوات الاحتلال الإسرائيلي النار على سائق فلسطيني على حاجز الحمرا في محافظة نابلس بالضفة الغربية، بعد أن فر مشيا على الأقدام بعد إيقافه بسبب سلوك مشبوه أثناء القيادة. وكان يفر سيرًا على الأقدام بعد أن صرح بأنه ترك وثائق هويته في المنزل.[251]
- استشهد الطفل عدي عزيز خليل النواجعة (17 عاماً) إثر انفجار لغم أرضي إسرائيلي قديم في محافظة طوباس بالضفة الغربية.[252]
- وكما ذكرت العديد من التقارير، فقد خرج المستوطنون في مسيرات في مناطق الضفة الغربية احتجاجًا على جرائم القتل في هامليش، والتي تضمنت بعضها هجمات على الفلسطينيين، وإلقاء الحجارة على السيارات الفلسطينية بالقرب من قرية بيتين الفلسطينية والمستوطنات الإسرائيلية عوفرا وشيلو، كما أنشأ مئات السكان من هامليش نفسها بؤرة استيطانية غير قانونية جديدة عند تقاطع قريب من مستوطنتهم، مما أدى إلى عرقلة استخدام الفلسطينيين للطريق بواسطة حاوية، والمطالبة بموافقة الحكومة على توسيع هامليش باتجاه تسوفيت.[253][254]

### 24 يوليو
- أصيب فلسطيني برصاصة في رأسه أطلقها جنود الاحتلال الإسرائيلي في بلدة حزما بالضفة الغربية، ونقل إلى المستشفى في حالة حرجة.[255]
- قام شاب فلسطيني من مدينة قلقيلية بالضفة الغربية بطعن سائق حافلة فلسطيني إسرائيلي، ثم قام بالاعتداء على زوجة صاحب مطعم إسرائيلي في مدينة بتاح تكفا. فر هاربا بعد أن تعرض لضربة على رأسه بملعقة بيتزا، وتم اعتقاله لاحقا. وتتعامل الشرطة الإسرائيلية مع الهجوم باعتباره حادثًا إرهابيًا بموجب أمر حظر النشر.[256]
- تم إطلاق النار على أربعة طلاب من جامعة بيرزيت في الضفة الغربية من قبل قوات الاحتلال الإسرائيلي خلال مسيرة باتجاه مستوطنة بيت إيل الإسرائيلية احتجاجًا على مقتل محمد أبو غنام قبل ثلاثة أيام.[257]
- وبحسب إحصاءات جمعية الهلال الأحمر الفلسطيني، فقد أصيب نحو 1090 فلسطينياً في اشتباكات مع القوات الإسرائيلية خلال الأيام العشرة التي انقضت منذ تركيب إسرائيل لأجهزة الكشف عن المعادن في الحرم الشريف، حيث اندلعت احتجاجات واسعة النطاق ضد هذا الإجراء.[258]
- بعد إطلاق صاروخ من قطاع غزة على صحراء النقب، ردت القوات الإسرائيلية بقصف منشأة تابعة لحماس بالقرب من دير البلح.[259]

## أغسطس

### 26 أغسطس
استشهدت الطفلة أسيل طارق أبو عون (8 سنوات) بعد أن دهستها سيارة مستوطنين إسرائيليين بالقرب من فروش بيت دجن شرق نابلس. وقد تم استجواب المستوطن من قبل الشرطة وقال إن ما حدث كان "حادث طريق عادي".

## سبتمبر

### 26 سبتمبر
- هجوم هار أدار 2017